# جانکشن (اوهایو)
جانکشن (به انگلیسی: Junction) یک منطقهٔ مسکونی در ایالات متحده آمریکا است که در شهرستان پولدینگ، اوهایو واقع شده‌است.